# Magnificent Muttley
Magnificent Muttley – polski zespół grający rock, grunge, alternatywny rock. W skład zespołu wchodzą: Krzysztof Pożarowski (Paula i Karol), Jakub Jusiński oraz Aleksander Orłowski (Smolik/ Kev Fox, New People).

## Historia
Zespół został założony w marcu 2010 roku, w Warszawie. Kilka miesięcy później, po wydaniu EP-ki (wrzesień 2010), grupa została zaproszona do udziału w konkursie młodych talentów na festiwalu w Jarocinie (2011), który jednogłośnie wygrała. 6 listopada 2012 roku, nakładem wydawnictwa Karrot Kommando ukazała się debiutancka płyta – Magnificent Muttley.
Zespół wystąpił na takich festiwalach, jak: Open’er Festival (2013), OFF Festival (2013), Coke Live Music Festival (obecnie Live Music Festival) (2013), Cieszanów Rock Festiwal (2013/2014).
W dorobku grupy znajdują się również wydawnictwa Little Giant EP (Chaos Management Group/ Parlophone), oraz wydana dzięki akcji crowdfundingowej płyta Rear Window (wyd. własne).
Na przestrzeni swojej działalności zespół dzielił scenę z takimi artystami jak Kim Nowak, Kult, Happysad, Muchy, T.Love i innymi.

## Dyskografia
- Magnificent Muttley EP (2010, wyd. własne)
- Magnificent Muttley LP (2012, Karrot Kommando)
- Little Giant EP (2013, Chaos Management Group/ Parlophone)
- Rear Window LP (2015, wyd. własne)

## Teledyski
- No Stress (2012, reż. Witek Orski)
- Stains (2013, reż. Marcin Starzecki) – nominowany w kategorii scenariusz i reżyseria do nagrody Yach 2013[3]
- Weapon Of Choice (2014, reż. Jakub Jusiński)
- Fake Candy (2015, reż. Marcin Starzecki)
- Hound (2015, reż. Jakub Jusiński)

## Nagrody
2011 – Nagroda Instytut Adama Mickiewicza Border Breaker
2013 – I miejsce w Przeglądzie Kapel Ogólnopolskich – Cieszanów Rock Festiwal